# 孝王 (馬韓)
孝王（こうおう、または韓亨、? - ?）は、第6代馬韓王。王在位期間は、紀元前113年 - 紀元前73年。諡は孝王（朝鮮語: 효왕）。諱は亨（朝鮮語: 형）。王位は襄王（燮）が継承。